# Ibrahim Hashem
Ibrahim Hashem (arabisch إبراهيم هاشم, DMG Ibrāhīm Hāšim; * 1888 in Nablus; † 12. Juni 1958 in Bagdad) war ein palästinensisch-jordanischer Politiker. Er war sechs Mal Premierminister von Jordanien (18. Oktober 1933 bis 28. September 1938, 19. Mai 1945 bis 25. Mai 1946, 25. Mai 1946 bis 4. Februar 1947, 21. Dezember 1955 bis 8. Januar 1956, 1. Juli 1956 bis 29. Oktober 1956 und 24. April 1957 bis 18. Mai 1958).

## Leben
Hashem studierte an der Universität Istanbul. 1915 trat er in die Armee ein, später wurde er Mitglied der arabischen Regierung in Damaskus. Er lehrte Jura an der Universität Damaskus. 1920 siedelte er nach Transjordanien über.
1933 wurde er dort erstmals Ministerpräsident, Justizminister und Vorsitzender des Obersten Gerichts. Nach den jordanischen Parlamentswahlen vom Oktober 1956 wurde er von Sulaimān an-Nābulusī abgelöst, wurde aber schon im April 1957 nach dem Sturz an-Nābulusīs wieder Regierungschef.
1958 nahm er aktiven Anteil am Zusammenschluss Jordaniens mit dem Irak zur Arabischen Föderation und reiste gemeinsam mit dem Verteidigungsminister Suleiman Tukan und dem Staatsminister für Auswärtige Angelegenheiten Chlusi al Chairi nach Bagdad. In der Nähe des Bagdader Flughafens wurden sie von Revolutionären attackiert und Hashem und Tukan kamen um.